# Heliococcus tesquorum
Heliococcus tesquorum är en insektsart som beskrevs av Borchsenius 1949. Heliococcus tesquorum ingår i släktet Heliococcus och familjen ullsköldlöss. Inga underarter finns listade i Catalogue of Life.